# 再見女郎
《再見女郎》（英語：The Goodbye Girl）是一部1977年的美國愛情喜劇片，由尼爾·賽門編劇，赫伯·羅斯（Herbert Ross）執導，李察·德瑞佛斯（Richard Dreyfuss）、瑪莎·梅遜（Marsha Mason）、昆恩·康明斯（Quinn Cummings）主演。男主角李察·德瑞佛斯並以本片中的演出，獲得奧斯卡與金球獎（音樂與喜劇類）最佳男主角獎項。

## 劇情
离婚的舞蹈家宝拉·麦佛登和她10岁的女儿露西，与她的已婚男友東尼·德福瑞斯特住在曼哈顿的公寓里。某天在购物回家后，宝拉发现東尼不见了，他突然抛弃了她，到意大利去拍电影。東尼在离开之前，還把公寓转租给艾略特·加菲尔，一个来自芝加哥的神经质但有抱负的演员，他在半夜出现，並要求自己的房客权利。宝拉由於過往戀情的不順遂，造成性格變得苛刻、愤世嫉俗和神经质，她从一开始就表明不喜欢艾略特，但还是不情愿地让他搬进来。他们为边界问题争论不休，艾略特同意让宝拉和露西留下。
宝拉努力恢复身材，以便恢复舞者生涯。与此同时，艾略特在非百老汇的《理查三世》中担任主角，但导演马克希望他把这个角色演成一个夸张的同性恋刻板印象。尽管知道这可能意味着他演艺生涯的结束，艾略特还是不情愿地同意了这个非传统的形象。纽约市众多电视台和报纸的剧评人参加了首演之夜，并对该剧大肆抨击，特别是对艾略特的表演。这场戏很快就结束了，让他松了一口气。
尽管他们经常发生冲突，而且宝拉对艾略特的帮助缺乏感激之情，但两人之後还是逐漸相爱并同床共枕。露西尽管喜欢艾略特，但面對此事的態度却变得谨慎起来，认为这段恋情會重蹈寶拉與東尼交往當時的覆轍，艾略特則说服宝拉他不会重蹈覆辙。后来他去学校接露西，带她坐马车，露西承认她喜欢艾略特。艾略特則回應表示他非常关心露西和宝拉，不会做出任何伤害她們母女的事。
艾略特在一个即兴表演的剧院找到一份工作，并很快被一个著名的电影导演看中。他得到了令自己无法拒绝的电影角色，但工作地点在西雅图，艾略特将离开四星期。宝拉很害怕艾略特会离开她，像她生命中的其他男人一样不再回来。后来，艾略特从對街的电话亭打电话给宝拉，说他的航班延误，在最后一分钟，他邀请宝拉在他拍戏的时候和他同行，建议露西和宝拉的朋友唐娜一起住，直到他们回来。宝拉雖然拒绝了，但被艾略特的邀请所鼓舞。在挂断电话之前，艾略特要求宝拉重新给他珍贵的吉他上弦（他故意把它留在公寓里），她意识到这证明他真的爱她，而且确实会回来。

## 演員
- 瑪莎·梅遜：飾寶拉·麥佛登（Paula McFadden）
- 李察·德瑞佛斯：飾艾略特·加菲爾（Elliot Garfield）
- 昆恩·康明斯：飾露西·麥佛登（Lucy McFadden）

## 外部連結
- 開眼電影網上《再見女郎》的資料（繁體中文）
- 豆瓣电影上《再見女郎》的資料 （简体中文）
- 时光网上《再見女郎》的資料（简体中文）
- AllMovie上《再見女郎》的资料（英文）
- 爛番茄上《再見女郎》的資料（英文）
- TCM电影资料库上《再見女郎》的资料（英文）
- 互联网电影数据库（IMDb）上《再見女郎》的资料（英文）